# Ludwika Rywacka
Ludwika Rywacka z domu Morozowicz lub Morozewicz (ur. 19 kwietnia 1817 w Warszawie, zm. 23 lutego 1858 w Miłosnej) – polska śpiewaczka operowa.

## Życiorys
Była siostrą aktorek Anny Pietrzykowskiej i Joanny Krajewskiej. Uczęszczała do Szkoły Dramatycznej w Warszawie, po raz pierwszy zadebiutowała na scenie – jeszcze pod panieńskim nazwiskiem – rolą Ludwiki w Niańkach z dziećmi w ogródku na przedmieściu w 1828 roku. W 1830 roku debiutowała w warszawskim Teatrze Wielkim rolą Tryfony z Chłopie milionowym Ferdinanda Raimunda z muzyką Józefa Damsego. Początkowo była członkinią operowego chóru, z czasem zaczęła wykonywać większe partie solowe, m.in. Elwiry w Niemiej z Portici, Kloryndy w Kopciuszku i Agaty w Wolnym strzelcu. W latach 1835–1837 odbyła studia w Szkole Śpiewu przy Teatrze Wielkim u Walentego Kratzera, Józefa Elsnera, Jana Stefaniego i Karola Kurpińskiego. W 1837 roku odbyła podróż do Włoch, gdzie występowała w Turku we Włoszech Gioacchina Rossiniego, a po powrocie do Warszawy kreowała rolę w Semiramidzie. Na początku lat 40. XIX wieku ponownie przebywała we Włoszech, uzupełniając swoje studia muzyczne. W kolejnych latach kreowała na deskach Teatru Wielkiego role m.in. Łucji w Łucji z Lammermooru, Izabeli w Robercie Diable, Lukrecji w Lukrecji Borgii, Lindy w Lindzie z Chamounix, Donny Anny w Don Giovannim. Dysponowała głosem o rozległej skali, umożliwiającym jej wykonywanie zarówno partii sopranowych, jak i altowych. W 1849 roku wystąpiła w polskich premierach oper Giuseppe Verdiego Makbet i Dwaj Foskariusze.
W 1854 roku po raz ostatni pojawiła się na deskach Teatru Wielkiego w Marii di Rohan o II conte di Chalais Gaetana Donizettiego, następnie z powodu intryg wyjechała z Warszawy. Przez kilka lat mieszkała we Lwowie, gdzie występowała na scenie i prowadziła szkołę śpiewu. W 1856 roku występowała w Żytomierzu i Kijowie. Zmarła nagle w dyliżansie jadącym z Kijowa do Warszawy.
Jej mężem był śpiewak Jan Kanty Rywacki. Została pochowana na cmentarzu Powązkowskim w Warszawie.